# Okehampton
Okehampton är en stad och en civil parish i West Devon, Devon, England. Orten har 5 846 invånare (2001). Den har ett slott.